# 梵天滝
梵天滝（ぼんてんたき）は、神戸市北区山田町にある滝。チョンチョン滝の別名で知られる。

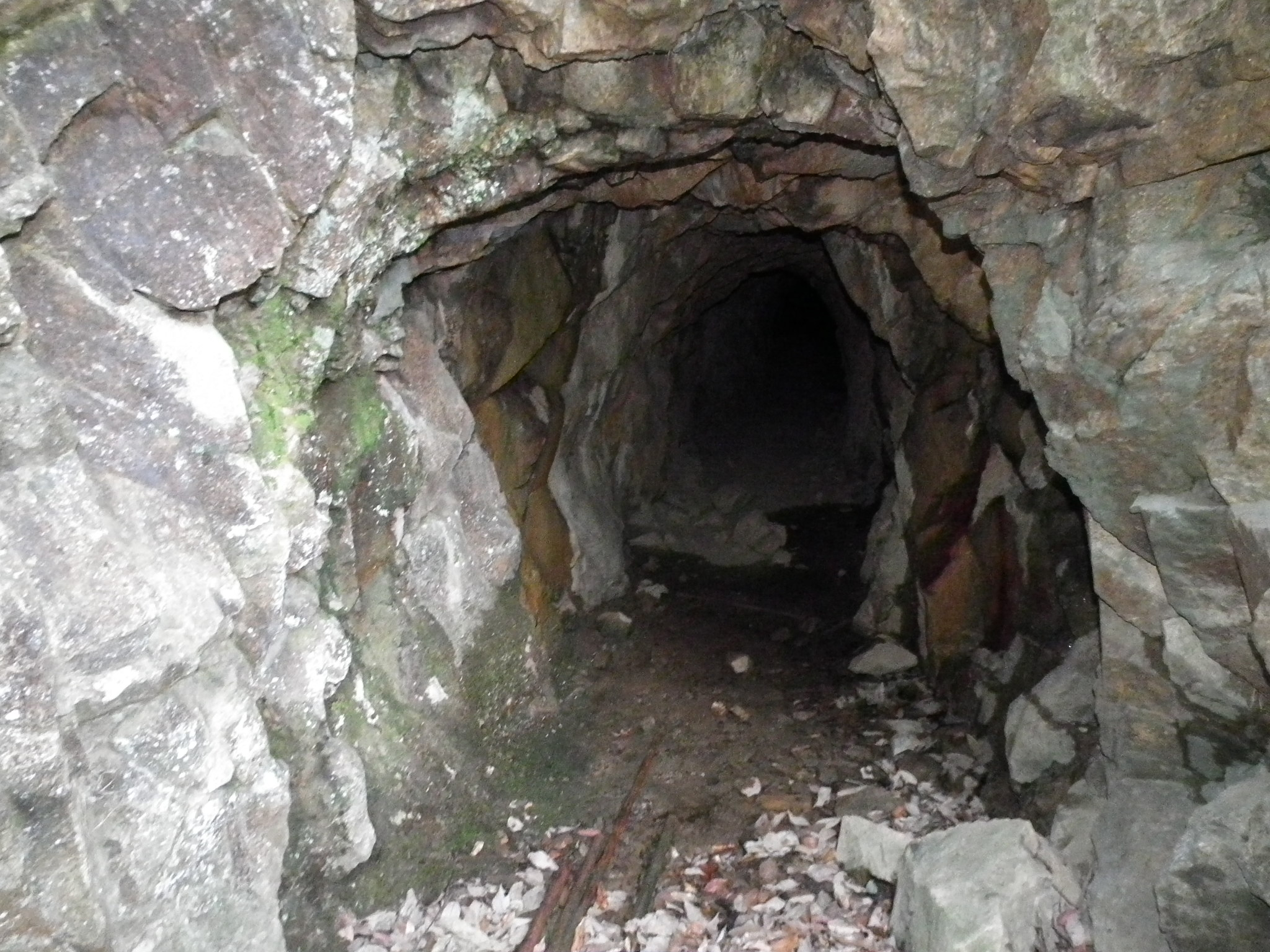
帝釈鉱山坑道跡

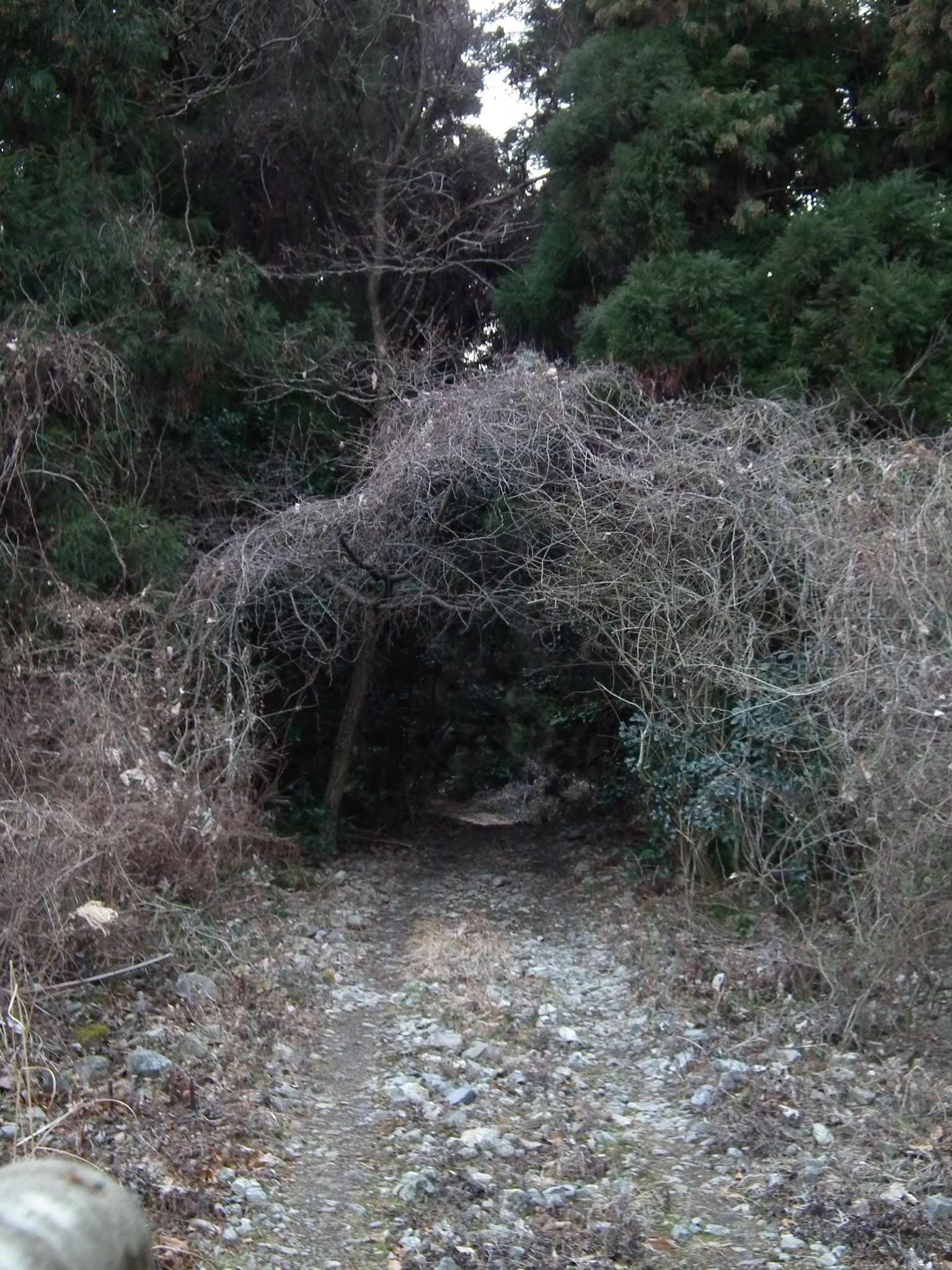
梵天滝への道（丹生山・帝釈山登山道）

## 概要
落差約20m。丹生山・帝釈山系でもっとも大きな落差をもつ滝。水量はおしなべて少ない。滝下左岸に昔、多田源氏が支配していたと伝える帝釈鉱山坑道跡がある。現在は、閉鎖されているが、金網越しに坑道の様子をうかがい知ることができる。帝釈鉱山は長谷銅山とも呼ばれ、鉱床は有馬層群に属する玉瀬結晶質凝灰岩層からできている。丹生・帝釈山登山道途中にある。

## 名の由来
- 梵天は、仏教の守護神である天部の一柱である。この滝を形成する丹生・帝釈山には、丹生神社が存在するが、百済の聖王（聖明王）の王子童男行者が堂塔伽藍十数棟を建立したのが始まりとされ奥の院には梵帝釈天が祀られた。奈良時代には修行場でもあった[1]。このため、谷一帯が神韻縹渺たる奥深い雰囲気を持つこの滝がそう呼ばれるようになったと推測されている。

- 俗名であるチョンチョン滝に関しては、水量が少なく岩間を点々（チョンチョン）と流れ落ちるところからという説と、谷の形状が女性の性器に似る連想から、女性器の隠語である「チョンチョン」にちなむという説がある。最近ではこの俗名で呼ばれることのほうが多い。

## 近在情報
- 衝原湖
- 丹生神社
- 丹生山
- 帝釈山